# 渡辺淳 (評論家)
渡辺 淳(わたなべ じゅん、1922年12月12日 - 2021年10月20日)は、日本の評論家(とくに演劇・映画)、フランス文学者、翻訳家。旧・東京都立大学名誉教授。本名は名前を「あつし」と読む。兄の渡辺仁は人類学者で、東京大学教授ほかを務めた。

## 略歴
三重県久居町(現津市)生まれ。
三重県立宇治山田中学校（現三重県立宇治山田高等学校、3年まで）、長野県立松本中学校（現・長野県松本深志高等学校）、旧制富山高等学校を経て、1943年に東京帝国大学文学部仏文学科に入学したが、同年学徒出陣の対象者となる。
1945年まで兵役(海軍)に就き、戦後に復学(渡辺一夫に師事）して1948年卒業。
戦後、まず現代フランス文学、とくにナチス・ドイツの占領を契機に変貌した文芸・思想の紹介、評論を各種新聞、雑誌、単行本上に発表してデビュー。
1950年代からは、とりわけ内外の演劇・映画などに軸足を移し） 1961年から1963年までフランスを中心にヨーロッパに遊学、その後もほぼ二、三年おきに渡欧。
演劇・映画の批評・研究を中心に文化一般の評論活動に従事。
1960年代から1970年代には「東京新聞」、「心」、「新劇」、「テアトロ」、「悲劇喜劇」、「キネマ旬報」、「映画評論」、「週刊文春」、「マリ・クレール」などにレギュラーとして執筆。1980年代以降は主に単行本出版に力点を置き今日に至っている。
なお、その間1950年代末から1990年代初頭にかけ、非常勤で俳優座養成所や成城大学文芸学部などで永年講師を務めるとともに、専任として東京都立大学（フランス文学科）、共立女子大学（演劇学科）で教授を歴任した。
2021年10月20日、肺炎のため、東京都内の病院にて死去。98歳没。

## 著作
- 『神を信じていた者も神を信じていなかった者も - フランス・レジスタンスの記録』（ナウカ社） 1951
- 『現代のフランス文学 - 展望と課題』（青木書店、青木新書） 1956
- 『イヴ・モンタン - 人と芸術』（社会思想研究会出版部） 1959
- 『パリの世紀末 - スペクタクルへの招待』（中公新書） 1984
- 『スペクタクルの60年代』（平凡社） 1987
- 『カフェ - ユニークな文化の場所』（丸善ライブラリー） 1995
- 『映画と文学の間』（清水書院） 1997
- 『パリ 1920年代 - シュルレアリスムからアール・デコまで』（丸善ライブラリー） 1997
- 『パリ開幕 − 劇場・映画館探訪』（丸善ブックス） 1998
- 『現代演劇のゆくえ - 失われたドラマを求めて』（丸善ライブラリー） 2000
- 『パリの橋』（丸善ブックス） 2004
- 『二十世紀のフランス知識人』（集英社新書） 2004
- 『喜劇とは何か - モリエールとチェーホフに因んで』（未知谷） 2011
- 『映画の原典を読む - 映像芸術《思想化》の歩み』（未知谷） 2011
- 『断絶と連続 - 私説《八月十五日》前後』（未知谷） 2012
- 『外へ、そして外から - 《滞欧体験》の意味するもの』（未知谷） 2014
- 『記憶のアラベスク』（未知谷） 2015
- 『知的生活 ー学徒出陣から60年安保、そして知の極北・現在まで』（未知谷） 2017

### 共著ほか
- 『芸術論入門』（北条元一, 一条重美共編著、北隆館） 1949

この中に収められた「象徴主義の芸術論 - ヴァレリー」は東京大学の卒論に若干手を加えたものである。
- 『現代フランス文学 - 新しい動き』（加藤周一共著、白水社） 1951
- 『現代フランス思想 - 新しい動き』（森有正共著、白水社） 1951
- 『新しい文学 - その思想と社会的背景』（佐伯彰一、橋川文三ら共著、社会思想研究会出版部） 1961
- 『現代演劇101物語』（岩淵達治編、新書館） 1996

書中のカミュ、サルトル、ロルカ、イオネスコ、バロー、ヴィラール、シェローら多数項目を執筆。

## 主な翻訳
- 『文化と人間』（ルイ・アラゴン、三一書房） 1951
- 『現代フランス文学事典』（マルセル・ジラール、白水社） 1951
- 『祖国は日夜つくられる』I・II（ジャン・ポーラン編、小場瀬卓三・安東次男共訳、月曜書房） 1951
- 『フランス革命』上・下（アルベール・ソブール、小場瀬卓三共訳、岩波新書） 1953
- 『奇妙な遊び』（ロジェ・ヴァイヤン、白井健三郎共訳、白水社） 1953
- 『ロマン・ロラン』（モーリス・デコート、理論社） 1954
- 『俳優の仕事について』（シャルル・デュラン、未来社） 1955
- 『現代の演劇』（ロジェ・ヴァイヤン、書肆パトリア） 1956
- 『頭にいっぱい太陽を』（イヴ・モンタン、講談社ミリオン・ブックス） 1956
- 『アンドレ・ジッド - 人と作品』（マルク・ベーグブデル、講談社ミリオン・ブックス） 1957
- 『ブカンカン兄弟』（ジャン・プレヴォ、講談社） 1957
- 『ピエールとリュース』（ロマン・ロラン、角川文庫） 1958、新版・鉄筆文庫 2015
- 『植民地 - その心理的風土』（アルベール・メンミ、三一新書） 1959
- 『零度のエクリチュール  付・記号学の原理』（ロラン・バルト、みすず書房） 1971

《付》は沢村昂一訳
- 『スペクタクルと社会』（ジャン・デュヴィニョー、法政大学出版局） 1973
- 『王道』（アンドレ・マルロー、旺文社文庫） 1974、講談社文芸文庫 2000
- 『新しい芸術精神 - 空間と光と時間の力学』（ニコラ・シェフェール、法政大学出版局） 1975
- 『演劇の事典』（テアトロ社、ジャン・ヴィラール） 1976
- 『スター』（エドガール・モラン、山崎正巳共訳、法政大学出版局） 1976
- 『空間の心理学』（アブラアム・A・モル, エリザベート・ロメル、法政大学出版局） 1983
- 『映画 − あるいは想像上の人間』（エドガール・モラン、法政大学出版局） 1983
- 『文学とスペクタクル』（タデウシ・コフザン、未来社） 1984
- 『遊びの遊び』（ジャン・デュヴィニョー、法政大学出版局） 1986
- 『俳優』（ジャン・デュヴィニョー、法政大学出版局） 1997